# Braye du Valle
Pour les articles homonymes, voir Braye.

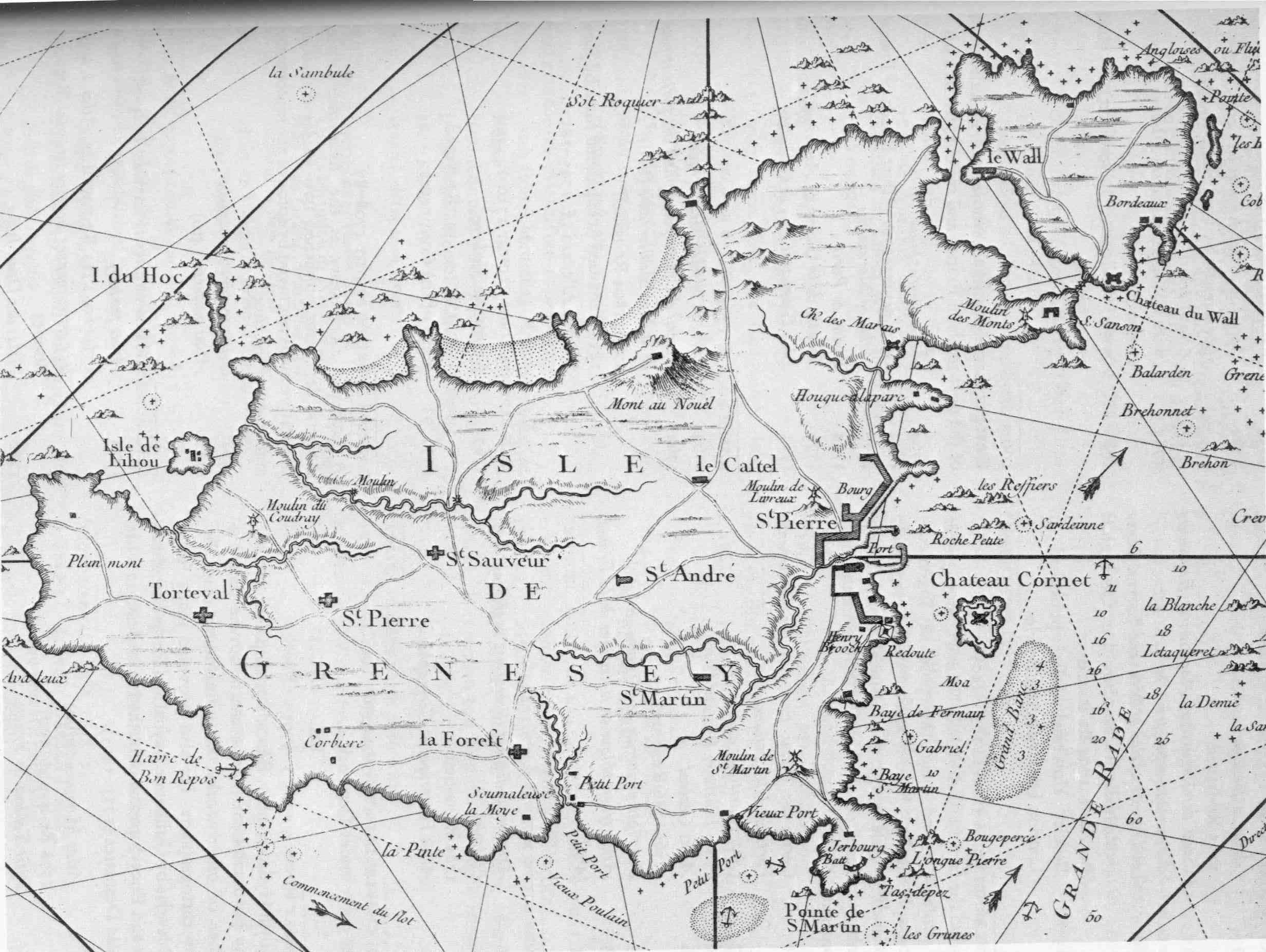
La presqu'île de Valle séparée de Guernesey par le chenal du Braye du Valle.

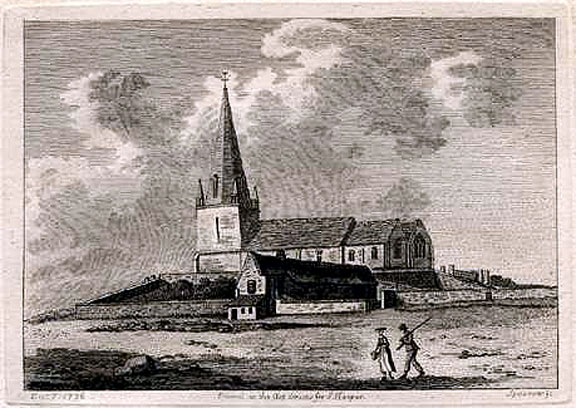
L'église de la paroisse de Valle en 1785.

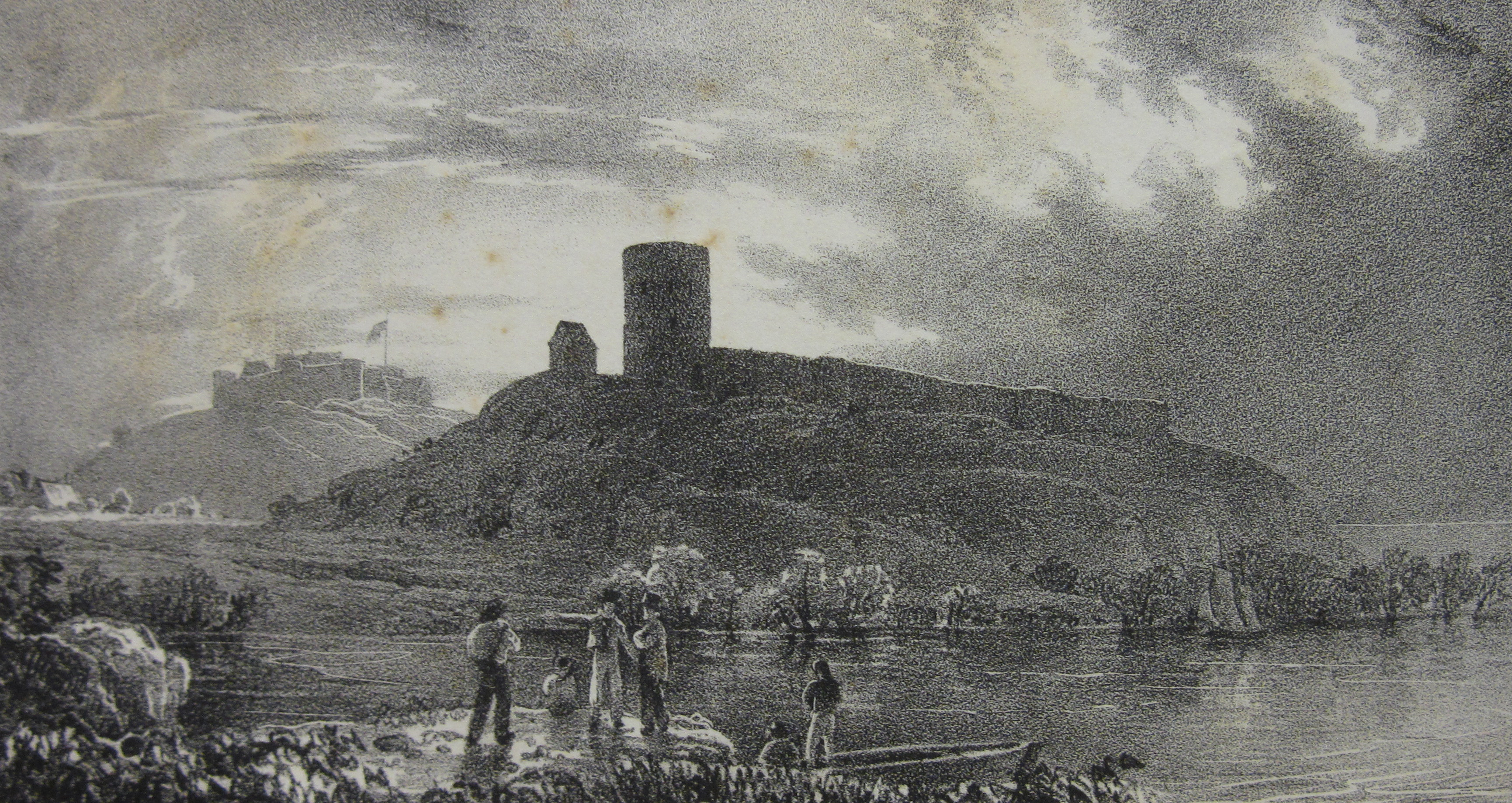
Le château de Valle dominant la Braye du Valle en 1826.

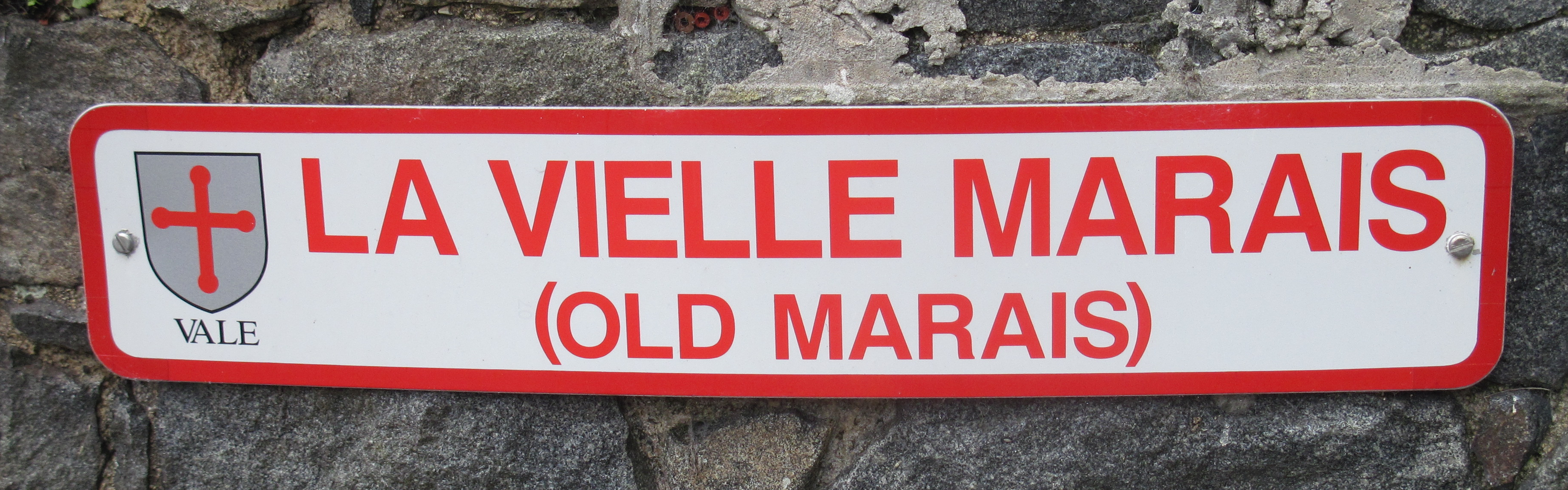
Les anciens marais de Vielle Marais.

La Braye du Valle est un chenal, en grande partie comblé, séparant, à marée haute, la presqu'île de Valle du reste de l'île de Guernesey dans les îles Anglo-Normandes.

## Toponymie
Braye vient du gaulois braga, qui signifie « lieu marécageux » ou « lieu humide ». À marée basse, la mer se retire et laisse un lieu marécageux et humide derrière elle. La braye est constituée de sable, de gravier, d'argile et de tourbière.

## Géographie
La Braye du Valle est un chenal séparant à marée haute la presqu'île de la paroisse de Valle située au nord-est de Guernesey. Ce chenal naturel transforme la presqu'île de la paroisse de Guernesey du "Clos du Valle" en île au sein du bailliage de Guernesey lors de chaque marée haute.
Le chenal fut en partie comblé en 1806 pour laisser place à une lande herbeuse qui s'étend à cet endroit et porte le nom de L'Ancresse, dénommée en guernesiais "Vielle marais". Des salines s'étendent du côté sud, sur environ 1,6 kilomètre de longueur jusqu'à 750 mètres de largeur, et de 3 mètres à 9 mètres de profondeur selon les marées.

## Histoire
À l'extrémité est, s'élève le « château du Valle » autrefois dénommé « château de Saint-Michel », dans lequel, en 1117, il y eut une grande cérémonie pour célébrer la fin des travaux de construction du château fort, en présence des moines de l'abbaye du Mont-Saint-Michel. Les murs de granite et la porte ont été ajoutés au XVe siècle, les casernes au XVIIIe siècle. 
Un hospice pour lépreux fondé au XIIe siècle accueillait les croisés de retour des croisades en Palestine qui avaient contracté la maladie.
En 1204 est mentionnée la demande d'un nouveau pont qui doit être maintenu en bon état, à la suite d'une pétition des paroissiens, en date du 4 octobre 1204 à la suite de la perte d'un pontage à la mer. Ce nouveau pont a été détruit en 1299, les auteurs ont été accusés et condamnés à une amende.
En 1666, un nouveau pont en pierre est construit sous le règne du roi d'Angleterre, Charles II et porte les noms de « Grand Pont » ou « Pont du Valle ».
À côté de ce grand pont, existait un pont bas, sorte de chaussée empierrée constituée de deux petits ponts, le pont Saint Michel et le pont Allaire traversant deux cours d'eau de mer. Ces ponts-chaussée étaient faits de grosses pierres avec des dalles de pierre reposant sur le dessus. L'ensemble était recouvert par la mer à marée haute et les dalles recouvertes d'algues. Cette chaussée-pont aurait été construite par des moines du Mont Saint-Michel qui s'étaient installés à Guernesey vers 968 après J.-C. Ces deux ponts existaient encore en 1715.
À l'origine propriété de la Couronne britannique, le 27 juillet 1640, le Braye du Valle fut offert à Sir Henry de Vic par le roi d'Angleterre Charles Ier, en même temps que d'autres terres inondables, en contrepartie de ses longs états de service rendus à la Couronne.

## Sources
- (en) L'histoire du drainage du chenal de Braye du Valle
- (en)	Henry, Rosemary Anne, The History of the Braye du Valle: The Reclamation 1806, Priaulx Library, Guernesey, 2004
- (en) Henry, Rosemary Anne, History of the Braye du Valle: to commemorate the 200th anniversary of the reclamation 1806-2006, Priaulx Library, Guernesey, 2006